# Antoine Schnapper
Pour les articles homonymes, voir Schnapper.
Antoine Schnapper, né le 10 juillet 1933 et mort le 29 août 2004, est un historien de l'art et un universitaire français. Spécialiste de la peinture française du XVIIe au XIXe siècle, il est professeur à l'université de Dijon (1973-1978) puis à l'université Paris-IV à partir de 1978.

## Biographie

### Jeunesse et études
Antoine Schnapper est élève de l'École du Louvre. Il suit ensuite des études d'histoire et devient agrégé d'histoire. 

### Parcours professionnel
De 1963 à 1968, il est l’assistant d’André Chastel à la Sorbonne, puis il est professeur à l'université de Dijon (1973-1978). Il succède à Jacques Thuillier à la chaire d’histoire de l’art moderne de l'université Paris-IV en 1978. Il a enseigné à l'École du Louvre et a compté parmi les fondateurs de la revue Histoire de l'art.
Il laisse de nombreux travaux sur l'art des XVIIe et XVIIIe siècles. Comme commissaire d'exposition, il a organisé des rétrospectives de peintres du XVIIIe siècle, notamment celle consacrée à Jacques-Louis David, tenue au musée du Louvre en 1989 à l'occasion du bicentenaire de la Révolution. 
Il est l'époux de la sociologue Dominique Schnapper. Il meurt en 2004.

## Œuvres
- Jean Jouvenet, 1644-1717, Rouen. Musée des Beaux-Arts, 1966. (OCLC 2906632)
- Tableaux pour le Trianon de marbre 1688-1714, Paris, La Haye, Mouton, 1967. (OCLC 2323606)
- Jean Restout (1692-1768), Musée des Beaux-Arts de Rouen, juin-septembre 1970, avec Pierre Rosenberg, Rouen, 1970.
- David témoin de son temps, Fribourg, Office du Livre, 1980,  (ISBN 2-85047-000-7) référence
- Le Géant, la licorne et la tulipe. Les cabinets de curiosité en France au XVIIe siècle, Paris, Flammarion, 1988 (OCLC 19331396)
- Curieux du Grand siècle. Collections et collectionneurs dans la France du XVIIe siècle, Paris, Flammarion, 1994  (ISBN 9782080801548)
- Le Métier de peintre au Grand Siècle, Paris, Gallimard, 2004 (OCLC 56821323)
- Jean Jouvenet (1644-1717) et la peinture d'histoire à Paris, nouvelle édition complétée par Christine Gouzi, Arthena, 2010  (ISBN 978-2-903239-42-8).
- David, la politique et la Révolution, Paris, Gallimard, 2013.

## Documentation
Ses archives sont conservées à l'Institut national d'histoire de l'art.